# Zell (Oberpfalz)
Zell este o comună aflată în districtul Cham, landul Bavaria, Germania.